# Xena (szereplő)
Xena a Xena: A harcos hercegnő és a Herkules című sorozatok egy szereplője. Xena szerepét az új-zélandi Lucy Lawless színésznő alakítja. A sorozat megalkotója és kitalálója Robert G. Tapert és John Schulian volt. A sorozat egyik producere a Pókember filmek rendezője, Sam Raimi volt.

## Története
A film története szerint:
"Amikor még a régi istenek éltek… hadvezérek… és királyok, az összezavarodott világ egy hősért kiáltott. Ő volt Xena, a hatalmas hercegnő, akit a harcok heve edzett. Erő. Szenvedély. Veszély. Az ő bátorsága megváltoztatta a világot."
Xena először a Hercules című tv-sorozatban tűnt fel (Királykisasszony karddal című epizódban) egy vonzó, de hűtlen hadvezér szerepében. Az ezt követő két részben Xena teljesen megváltozott: a cselszövő harcosból Hercules barátja és szövetségese lesz. Figurája annyira elnyerte a nézők tetszését, hogy röviddel ezután saját spin-offot kapott Xena: A harcos hercegnő (Xena: The Warrior Princess) címmel.

## Korai története
Xena Amphipoliszban született a helyi fogadó és kocsma gazdasszonyának, Cyrene-nek egyetlen lányaként és Toris és Lyceus húgaként. Kezdetben azt hitte, hogy apja, Atrius még kiskorában elhagyta a családot, de utólag fény derült rá, hogy a férfit Cyrene ölte meg, amikor megpróbálta meggyilkolni a 7 éves Xena-t, és ezzel megakadályozta, hogy feláldozzák Arésznak.
Xena tizenhét éves korában egy hadúr, Cortese megtámadta a falut, de néhány falubeli, közöttük Xena bátyja, Toris is kiállt szülőhelyéért. Xena és fiatalabb bátyja, Liceus is maradt és harcolt a hadúr ellen. Bárt Amphipolist megmentették, Lyceust és számos falubelit megöltek egy csatában, aminek következtében egy mély szakadék keletkezett Cyrene és Xena között, akit száműztek Amphipolisból.
Szeretett bátyja, Lyceus halála után Xena elhagyta szülővárosát, és katonákat kezdett toborozni saját hadseregébe, amivel bosszút állhatott Cortese-en. Xena kalózként hajózott a tengereken, itt találkozott Caius Iulius Caesarral és a gall rabszolgaszökevénnyel, M’Lila-val, aki meghatározó személy volt Xena életében. Mialatt a tengeren hajóztak, M'Lila számos harci trükköt tanított Xena-nak, többek között a később védjegyévé vált nyomás pontos manővert is.
Többévnyi mészárlás és kegyetlenség után Xena a görög mitológiából jól ismert Herculest szemeli ki következő áldozatának. Meghódítja szépségével a hős legjobb barátját és ellene fordítja. Hercules ennek ellenére megváltoztatja a véreskezű, könyörtelen hadvezért; átáll Hercules oldalára emberei ellenében. Miután elválnak, az összezavarodott, bűnbánó Xena vértezetét és fegyvereit – köztük a híres chakrammal – el akarja rejteni, hogy ne is emlékeztesse semmi "előző" életére. Azonban ekkor meglátott egy csapat bajbajutott lányt és segít nekik elűzni támadóikat. Visszakíséri őket a falujukba, Poteidába – ahol, bár hálásak neki, elküldik, mert neve messze rettegett... Ám Gabrielle, a lányok egyike követi őt. Xena eleinte próbálja lerázni a szőke, jó "beszélőkéjű" leányzót, de nemsokára mint legjobb barátok folytatják útjukat. Kalandjaik alatt újra és újra megjelenik Arész, a háború istene, aki még mindig a hadvezér Xena után sorvadozik. De találkoznak szinte az összes görög istennel és mitológiai lénnyel, rövid kirándulást tesznek Keletre és a normannokhoz is. Gabrielle végül igazi fegyvertárssá válik, Xena pedig nemcsak a belső békéjét találja meg, hanem igazi jótevővé válik, az emberek segítőjévé.

## Kritikák
A sorozat számos anakronisztikus, korba nem illő elemmel "büszkélkedhet". Ilyenek például a középkori stílusban épült lakóépületek, a huszadik században játszódó részek, a buddhizmussal kapcsolatos megjegyzések és olyan történelmi személyek jelenléte, akik bizonyítottan nem a sorozat eredeti időszámításunk előtti első évszázadában éltek.

## Eris
Xena lett a 2003-ban felfedezett "10."(a plútót követő) nap körül keringő törpebolygó ragadványneve.